# Иван Шишманов
Иван Димитров Шишманов е български филолог, писател, университетски преподавател и политик от Народнолибералната партия.

## Биография
Роден е в Свищов на 22 юни 1862 година във възрожденската фамилия Шишманови. Учи в Педагогическото училище във Виена (1876 – 1882), подпомогнат финансово от виенското дружество „Напредък“. Следва философия и литература в Йена (1884) и Женева (1885 – 86). През 1888 г. защитава докторат по философия в Лайпциг при професор Вилхелм Вунд.
В 1888 година Шишманов е един от основателите на Висшето училище в София. Професор по всеобща литературна и културна история, както и по сравнителна литературна история. Основател е и редактор (1889 – 1902) на „Сборник за народни умотворения, наука и книжнина“, редактор в списание „Български преглед“ (1893 – 1900).
От 1903 година Шишманов е министър на народното просвещение в правителствата на Рачо Петров и на Димитър Петков, но в началото на 1907 година напуска кабинета поради несъгласие с действията на правителството при Университетската криза. През 1905 година, по време на мандата му като министър, във Варна е открито първото специализирано училище за слепи, което днес носи неговото име.
Иван Шишманов е български пълномощен министър в Украинската народна република при управлението на Павло Скоропадски през 1918 – 1919 г. Изпратен в Киев от цар Фердинанд I и затова, че Шишманов е бил женен (от 1888 г., когато той е негов студент в Женева – във Филологическия факултет на Женевския университет) за дъщерята на украинския публицист и революционер Михайло Драгоманов Лидия.
Иван Шишманов е основател и пръв председател на българската секция на Паневропейския съюз. Дарява част от библиотеката си на Македонското студентско дружество „Вардар“. Член е на Македонския научен институт.
Умира в Осло на 23 юни 1928 г., на 66-годишна възраст.
Синът на Иван Шишманов – Димитър Шишманов, писател и виден политик от 20-те – 40-те години на 20.век, е осъден на смърт от Народния съд.

## Памет
На професор Иван Шишманов е наречена улица в квартал „Хаджи Димитър“ в София (Карта).
За Иван Шишманов е документалният филм „Вярвам в гения на българския народ“ (2016), реж. Бисерка Колевска, сц. Татяна Пандурска.

## Трудове
- Славянски селища в Крит и на другите гръцки острови. – Български преглед, 1897, кн. 3.
- Наченки на руското влияние в българската книжнина. С., 1899.
- Критичен преглед на въпроса за произхода на прабългарите от езиково гледище и етимологиите на името „българин“. – СбНУНК, XVI—XVII, 1900.
- Тарас Шевченко – неговото творчество и неговото влияние върху българските писатели преди Освобождението. С., 1914.
- Избрани съчинения в три тома. С., 1965 – 1971
- Дневник 1879 – 1927 г. С., 2003.